# WWE 2K22
WWE 2K22 è un videogioco di wrestling di Visual Concepts pubblicato in data 8 marzo 2022 da 2K Sports per PlayStation 4, Xbox One, PlayStation 5, Xbox Series X e Microsoft Windows.
Il primo teaser del gioco è stato presentato il 10 aprile 2021, durante WrestleMania 37, mentre il trailer è stato svelato il 21 agosto a SummerSlam.
Il gioco sarebbe dovuto uscire nel 2020 come WWE 2K21 ma, dopo il deludente WWE 2K20, la 2K Sports ha deciso di cancellare il gioco per prendersi più tempo. Durante il 2020 l'azienda annunciò l'arrivo di un gioco harcode chiamato WWE 2K Battlegrounds, reso disponibile nello stesso anno. Questo si rivelerà essere un videogioco riempitivo, in quanto un team stava già lavorando al futuro nuovo gioco WWE 2K per riscattarsi dal precedente capitolo: verrà presentato in anteprima a livello mondiale un anno dopo come WWE 2K22 accompagnato dallo slogan "It Hits Different".

## Modalità di gioco
Oltre al motore di gioco completamente rinnovato, sono stati implementati nuovi controlli per garantire un'esperienza fluida e intuitiva per qualsiasi livello di abilità, pur consentendo ai giocatori di mostrare mosse uniche. Il motore di gioco riprogettato è reattivo e configurato per combo, contrattacchi e mosse finali illimitate a portata di mano. Per completare i controlli rigorosi, WWE 2K22 sfoggia una grafica mozzafiato e un'illuminazione all'avanguardia. Nuovi controlli, gameplay e la grafica nettamente migliorati, con modalità di gioco nuove e di ritorno, come MyGM, MyFACTION, MyRISE, Universe Mode e Creation Suite.

### MyGM
MyGM fa il suo ritorno in WWE 2K22, dando la possibilità di diventare general manager della WWE e gestire l'intero roster, dai contratti alla stipulazione di partite di ogni tipo per creare il miglior spettacolo dell'intrattenimento sportivo.

### MyFaction
MyFaction fa il suo debutto in WWE 2K22. Questa nuovissima modalità di gioco consente ai giocatori di essere creativi costruendo e assumendo il controllo di una propria fazione. The Brothers of Destruction, D-Generation X, The Road Warriors, New World Order e The Corporation sono solo alcune delle fazioni più iconiche della storia, ma ora starà al giocatore creare il prossimo team leggendario. Possibilità di collezionare, gestire e potenziare le Superstar WWE e rendere la propria fazione la più grande partnership nella storia della WWE.

### MyRise
Ogni Superstar della WWE deve iniziare da qualche parte e scalare le classifiche prima di dominare i riflettori, ed è esattamente l'esperienza che si intraprende nella modalità MyRISE: si inizia dal basso e si possono creare i giusti collegamenti dietro le quinte, mettere insieme le vittorie per guadagnare più notorietà e rivendicare il posto nella storia come Superstar WWE, diventando l'attrazione principale e realizzando i propri sogni da eroe agli occhi dei fan di tutto il mondo, oppure si può interpretare il ruolo di un cattivo che ostacola i piani di chiunque sia abbastanza sciocco da ostacolarlo. Sono disponibili trame completamente nuove per MyPlayers, sia maschili che femminili, desiderosi di passare da dilettante a leggenda.

### MyUniverse
C'è molto che accade all'interno dell'universo WWE e con questa modalità si può assumere il pieno controllo dell'azione. Possibilità di gestire la WWE come si vuole mettendo i lottatori l'uno contro l'altro per formare rivalità, decidere partite PPV e controllare i marchi più che mai. Ci si può sbizzarrire nella Universe Mode o nella Creation Suite, dove si può liberare la creatività progettando un'identità completamente nuova da mostrare sul ring. Entrambe le modalità offrono carta bianca e permettono di sperimentare nuove idee.

## Roster
| Uomini | Uomini | Uomini | Donne | Donne | Donne | Leggende |
| Raw | SmackDown | NXT | Raw | SmackDown | NXT | Leggende |
| --- | --- | --- | --- | --- | --- | --- |
| - AJ Styles - Akira Tozawa - Angelo Dawkins - Apollo Crews - Austin Theory - Bobby Lashley - Brock Lesnar - Braun Strowman - Cedric Alexander - Commander Azeez (DLC) - Chad Gable - Damian Priest - Dolph Ziggler - Dominik Dijakovic - Dominik Mysterio - Finn Bálor - John Morrison - Karrion Kross - Keith Lee - Kevin Owens - The Miz - Montez Ford - MVP - Otis - Omos (DLC) - Randy Orton - Rey Mysterio - Riddle - Robert Roode - R-Truth - Seth Rollins - Shelton Benjamin - Titus O'Neil - Tucker - T-Bar - The Miz | - Angel Garza - Big E - Cesaro - Drew Gulak - Drew McIntyre - Edge - Elias - Erik - Gran Metalik - Happy Corbin - Humberto Carrillo - Ivar - Jeff Hardy - Jey Uso - Jimmy Uso - Jinder Mahal - John Cena - Kalisto - King Corbin - King Nakamura - Kofi Kingston - Lince Dorado - Mace - Machine Gun Kelly (DLC) - Mansoor - Murphy - Mustafa Ali - Ricochet - Rick Boogs (DLC) - Roman Reigns - Sami Zayn - Sheamus - Shinsuke Nakamura - Slapjack - Xavier Woods | - Alexander Wolfe - Ariya Daivari - A-Kid (DLC) - Cameron Grimes - Danny Burch - Dexter Lumis - Brian Kendrick - Fabian Aichner - Fandango - Isaiah Scott - Il'ja Dragunov (DLC) - Joaquin Wilde - Johnny Gargano - Jordan Devlin - Kushida - Kyle O’Reilly - LA Knight (DLC) - Marcel Barthel - Nash Carter - Oney Lorcan - Pete Dunne - Raul Mendoza - Roderick Strong - Samoa Joe - Santos Escobar - Timothy Thatcher - Tommaso Ciampa - Trent Seven - Tyler Bate - Tyler Breeze - Walter - Wes Lee (DLC) - William Regal | - Alexa Bliss - Asuka - Becky Lynch - Bianca Belair - Carmella - Dana Brooke - Doudrop (DLC) - Lacey Evans - Lana - Liv Morgan - Maryse - Mickie James - Nia Jax - Nikki A.S.H. - Nikki Cross - Peyton Royce - Ronda Rousey (DLC) - Rhea Ripley - Tamina - Tegan Nox | - Bayley - Billie Kay - Charlotte Flair - Mia Yim - Naomi - Natalya - Ronda Rousey - Sasha Banks - Shayna Baszler - Shotzi - Sonya Deville - Toni Storm - Xia Li (DLC) | - Candice LeRae - Dakota Kai - Ember Moon - Io Shirai - Indi Hartwell (DLC) - Kay Lee Ray - Kacy Catanzaro (DLC) - Mandy Rose - Raquel González - Sarray (DLC) | - André the Giant - Batista - Big Boss Man - Beth Phoenix - The Boogeyman (DLC) - Booker T - Bret Hart - The British Bulldog (DLC) - Cactus Jack (DLC) - Chyna - Doink the Clown (DLC) - Diesel - Eddie Guerrero - Eric Bischoff (DLC) - Faarooq - Goldberg - Hollywood Hogan - Hulk Hogan - Jake Roberts - JBL - Jerry Lawler - Jim Neidhart - Kane - Kevin Nash - King Booker - Mickie James - Mr. T (DLC) - Papa Shango - Randy Savage - Razor Ramon - Rey Mysterio Jr. - Ric Flair - Rikishi (DLC) - Road Dogg - Rob Van Dam (DLC) - The Rock - Roddy Piper - Scott Hall - Shane McMahon - Shawn Michaels - Stacy Keibler (DLC) - Stephanie McMahon - Steve Austin - Syxx - Ted DiBiase - The Hurricane (DLC) - Triple H - Trish Stratus - The Ultimate Warrior - Umaga (DLC) - The Undertaker - Vader (DLC) - Vince McMahon - Yokozuna (DLC) - X-Pac |

### Tag team e stable
- Alpha Academy
- Breezango
- The Brothers of Destruction
- Carillo & Garza
- Ciampa & Thatcher
- Dakota Kai & Raquel González
- Dana Brooke & Mandy Rose
- The Dirty Dawgs
- The Hart Foundation
- The Hurt Business
- The IIconics
- Imperium
- Legado del Fantasma
- The Miz & John Morrison
- Mustache Mountain
- Naomi & Lana
- The New Day
- New World Order
- Nia Jax & Shayna Baszler
- Oney Lorcan & Danny Burch
- The Outsiders
- Retribution
- Rhea Ripley & Nikki A.S.H
- RK-Bro
- Shotzi & Nox
- The Street Profits
- Tamina & Natalya
- The Usos
- The Viking Raiders
- The Way

### Campioni
Raw
- WWE Champion: Brock Lesnar
- United States Champion: Damian Priest
- Raw Tag Team Champions: RK-Bro
- Raw Women's Champion: Becky Lynch
- WWE Women's Tag Team Champions: Nikki A.S.H. & Rhea Ripley
- 24/7 Champion:

SmackDown
- Universal Champion: Roman Reigns
- Intercontinental Champion: King Nakamura
- SmackDown Tag Team Champions: The Usos
- SmackDown Women's Champion: Charlotte Flair

NXT
- NXT Champion: Tommaso Ciampa
- NXT North American Champion: Isaiah Scott
- NXT Cruiserweight Champion: Roderick Strong
- NXT Tag Team Champions: Fabian Aichner & Marcel Barthel
- NXT Women's Champion: Mandy Rose
- NXT Women's Tag Team Champions:
- NXT United Kingdom Champion: Walter
- NXT United Kingdom Women's Champion: Kay Lee Ray

## Arene
- Raw 2021
- Raw 2020
- Raw - Thunderdome
- Raw 2019
- Raw 2011
- Raw 2005
- SmackDown 2021
- SmackDown 2020
- SmackDown - Thunderdome
- SmackDown 2009/2010
- NXT 2022
- NXT 2021
- Main Event 2021
- NXT UK 2020
- 205 Live 2021
- The Horror Show at Extreme Rules
- NXT TakeOver: XXX
- SummerSlam 2020
- Payback 2020
- Clash of Champions 2020
- NXT TakeOver 31
- Hell in a Cell 2020
- Survivor Series 2020
- TLC: Tables, Ladders & Chairs 2020
- Royal Rumble 2021
- NXT TakeOver: Vengeance Day
- Elimination Chamber 2021
- Fastlane 2021
- NXT TakeOver: Stand & Deliver
- WrestleMania 37
- WrestleMania Backlash 2021
- NXT TakeOver: In Your House 2021
- Money in the Bank 2021
- WCW Monday Nitro 1998
- Evolution
- Mixed Match Challenge
- Mae Young Classic
- Royal Rumble 2010
- SummerSlam 2009
- Cyber Sunday 2008
- Judgment Day 2006
- WrestleMania 21
- SummerSlam 1988
- WCW Halloween Havoc 1997
- WCW Souled Out 1997
- WCW Starrcade 1996
- WCW Bash at the Beach 1996